# هليلج
هليلج  أو الإهليلج (الاسم العلمي:Terminalia) هو جنس نباتي يتبع الفصيلة القمبريطية من رتبة الآسيات.

## من أنواعه
- هليلج كابلي (الاسم العلمي: Terminalia chebula)
- هليلج هندي (الاسم العلمي: Terminalia catappa)
- هليلج ابن سينا (الاسم العلمي: Terminalia avicennioides)
- هليلج ايشلري (الاسم العلمي: Terminalia eichleri)
- هليلج أبيض (الاسم العلمي: Terminalia albida)
- هليلج أجرد (الاسم العلمي: Terminalia glabrescens)
- هليلج أجعد مجنح (الاسم العلمي: Terminalia crispialata)
- هليلج أخضر (الاسم العلمي: Terminalia virens)
- هليلج أسود العروق (الاسم العلمي: Terminalia nigrovenulosa)
- هليلج أمازوني (الاسم العلمي: Terminalia amazonia)
- هليلج برازيلي (الاسم العلمي: Terminalia brasiliensis)
- هليلج برييري (الاسم العلمي: Terminalia perrieri)
- هليلج بوسيداني (الاسم العلمي: Terminalia bucioides)
- هليلج بوفيني (الاسم العلمي: Terminalia boivinii)
- هليلج بيضاوي (الاسم العلمي: Terminalia oblonga)
- هليلج ثنائي التفرع (الاسم العلمي: Terminalia dichotoma)
- هليلج جنوبي (الاسم العلمي: Terminalia australis)
- هليلج رائع (الاسم العلمي: Terminalia superba)
- هليلج رباعي الأسدية (الاسم العلمي: Terminalia tetrandra)
- هليلج ريتزي (الاسم العلمي: Terminalia reitzii)
- هليلج فالفيردي (الاسم العلمي: Terminalia valverdeae)
- هليلج فرانشتي (الاسم العلمي: Terminalia franchetii)
- هليلج فضي (الاسم العلمي: Terminalia argentea)
- هليلج قصير التويج (الاسم العلمي: Terminalia brachystemma)
- هليلج كثير الثمر (الاسم العلمي: Terminalia myriocarpa)
- هليلج كثير الزهر (الاسم العلمي: Terminalia polyantha)
- هليلج لامع (الاسم العلمي: Terminalia lucida)
- هليلج لين (الاسم العلمي: Terminalia mollis)
- هليلج مأكول (الاسم العلمي: Terminalia edulis)
- هليلج مستدق (الاسم العلمي: Terminalia acuminata)
- هليلج مولنتي (الاسم العلمي: Terminalia molinetii)
- هليلج مينيزي (الاسم العلمي: Terminalia menezesii)
- هليلج ميوليري (الاسم العلمي: Terminalia muelleri)
- هليلج ياباكانا (الاسم العلمي: Terminalia yapacana)